# عاتکه خزرجی
عاتکه خِزرَجی؛ شاعر عراقی در سدهٔ بیستم میلادی است. از او سه دیوان برجای مانده، که و اشعار هوادارانی دارد و در مطالعه ادبیات عراق قابل چشم پوشی نیست.
- أنفاس السحر (۱۹۶۳)
- لآلآ القمر (۱۹۶۵)
- انواف الزهر (۱۹۷۵)

## آثار
العید الحقیقی
أبناء قومی إنَّ لی      أملاً بنَشئکم الجَدید
کونوا مجنّاً دونَ حَو       م  ضکمُ و کفّاً من حدید
وتجنّدوالاعزَّلِلأ            قوَامِ إلّا بالجنود
فالمَجدُ ما إن یبتنی      إلّا علی کتفِ الشَّهید
أبناءَ قَومي قَد أَنَی     أن تُبعَثُوا بَعدَ الرَّقُود